# СН Браселс ерлајнс
СН Браселс ерлајнс (SN Brussels Airlines, SN/SAB) била је национална авио-компанија Белгије. Компанија је основана 2002. као наследник компаније Сабена која је банкротирала исте године (отуда и СН у имену компаније).
Са Вирџин Експресом стопила се у Брисел ерлајнс марта 2007.